# Königreich Dänemark
Das Königreich Dänemark (dänisch Kongeriget Danmarkⓘ, färöisch Kongsríki Danmarkar, grönländisch Kunngeqarfik Danmarki) ist ein souveräner Staat und eine parlamentarische Monarchie in Europa und im Nordatlantik. Der Staat ist in die drei Länder Dänemark, die Färöer und Grönland gegliedert. Jedes der drei zum Königreich gehörenden Länder ist autonom und hat ein eigenes Parlament und eine eigene Regierung. Die Färöer und Grönland verfügen darüber hinaus über je zwei Abgeordnete im dänischen Folketing. Gemeinsame Aufgaben des Königreichs bestehen vor allem in der Außen- und Sicherheitspolitik sowie in Angelegenheiten der Staatsangehörigkeit. Zum Ausdruck der gemeinsamen Zugehörigkeit ist der Begriff Rigsfællesskab („Reichsgemeinschaft“) üblich. Das Königreich ist in dieser Form aus dem dänischen Kolonialreich entstanden. Dänemark bildet zusammen mit den Färöern, die wie das Mutterland geographisch zu Nordeuropa gehören, und Grönland, das zu Nordamerika zählt, einen interkontinentalen Staat.

## Geschichte
Die Färöer wurden im 9. Jahrhundert von Wikingern aus Norwegen besiedelt, die dort zuvor niedergelassene Mönche aus Irland verdrängten. Island wurde im 9. Jahrhundert von Wikingern besiedelt und war bis zur Mitte des 13. Jahrhunderts ein Freistaat, als es unter norwegische Besteuerung kam.
Grönland, das bereits Inuit der Dorset-Kultur bewohnten, wurde von den Wikingern im 10. Jahrhundert besiedelt, darunter auch von Erik dem Roten. Im 12. Jahrhundert dominierten wiederum aus Kanada eingewanderte Inuit der Thule-Kultur die Insel, deren Verbindung nach Europa im 15. Jahrhundert vorübergehend verloren ging. Diese wurde 1721 seitens Dänemark-Norwegen durch den Missionar Hans Egede wieder hergestellt.
Norwegen, das seit 1380 ein Nebenland des Königreichs Dänemark gewesen war, schloss 1814 eine Union mit Schweden und wurde 1905 unabhängig. Island wurde 1918 unabhängig und 1944 zur Republik erklärt, womit die bis dahin bestehende Realunion aufgelöst wurde.
Durch die Teilung der unbewohnten Hans-Insel hat das Königreich seit 2022 neben der Grenze zu Deutschland auch eine Landgrenze mit Kanada.
Die Vereinigten Staaten schlugen unter Donald Trump 2019 den Kauf Grönlands durch die USA vor, der von Dänemark und Grönland abgewiesen wurde. 2025 bestätigte Trump die aus seiner Sicht bestehende Notwendigkeit einer US-amerikanischen Kontrolle über Grönland und den Panamakanal und schloss militärische und wirtschaftliche Zwangsmittel gegenüber Dänemark und Panama zur Durchsetzung dieses Ziels nicht aus.

## Verfassungsstatus
Das Folketing hat den Färöern und Grönland per Gesetz weitgehende Autonomie eingeräumt. Die Färöer erhielten 1948 die Autonomie, Grönland erhielt seine Hjemmestyre 1979. 2005 erhielten die Färöer die erweiterte Autonomie, Grönland 2009 seine Selvstyre. Die Gesetze haben einen Sonderstatus, sodass Änderungen die Zustimmung des färöischen Løgting bzw. des grönländischen Inatsisartut erfordern. Edward Mitens, ein färöischer Jurist und Politiker, argumentierte, dass die färöische Autonomie im Grundsatz 1940 sowohl vom Løgting als auch vom Rigsdag genehmigt worden sei, sie sei also eine Vereinbarung zwischen zwei Parteien – umso mehr, weil die Genehmigung durch das Løgting nach besonderen Regeln erfolgte, nämlich mit Zustimmung des dortigen dänischen Vertreters während der Besetzung durch das Vereinigte Königreich. Max Sørensen vertrat die Meinung, das färöische Autonomiegesetz könne aufgrund der Präambel nicht einseitig geändert werden. Frederik Harhoff stufte in seiner Dissertation 1993 die Autonomiegesetze der Färöer und Grönlands als Erlasse ein, die zwischen der Verfassung und einem gewöhnlichen Gesetz des Folketings stünden.

## Internationale Zusammenarbeit und Verhältnis zur EU
Das Königreich Dänemark ist in seiner Gesamtheit Mitglied unter anderem in den folgenden internationalen Organisationen:
- Vereinte Nationen
- NATO
- OSZE

Obwohl das Königreich prinzipiell Mitglied der Europäischen Union ist, gelten für Grönland und die Färöer spezielle Klauseln. Grönland verließ nach dem dänischen Beitritt 1973 und einem Referendum 1982 die Europäische Gemeinschaft drei Jahre später durch Inkrafttreten des Grönland-Vertrags wieder (1. Januar 1985). Es ist heute Teil der „überseeischen Länder und Hoheitsgebiete“ der EU, wodurch Europarecht nur marginal zur Anwendung kommt, Grönländer keine Unionsbürgerschaft besitzen und das Land weder Teil des EU-Binnenmarkts noch des Schengen-Raums noch des EU-Zollgebiets ist. Die Färöer wurden bei den EU-Verträgen jeweils explizit vom Gültigkeitsbereich ausgenommen, weshalb sie niemals Teil des Unionsgebiets waren und kein Merkmal einer EU-Mitgliedschaft aufweisen.